# Microhierax caerulescens
El falconete acollarado o halconcillo de patas rojas (Microhierax caerulescens) es una especie de ave falconiforme de la familia Falconidae propia del sudeste asiático.

## Características
Es una pequeña ave rapaz de solo 8-13 cm de longitud y 35-50 g. Es una de las rapaces más pequeñas del mundo.

## Subespecies
La especie fue descrita científicamente por Linneo en su obra Systema naturae en 1758. Se conocen dos subespecies de Microhierax caerulescens :
- Microhierax caerulescens caerulescens (Linneo, 1758) - del Himalaya de India y Nepal hasta Assam.
- Microhierax caerulescens burmanicus (Swann, 1920) - de Birmania al sur de Indochina.